# Écurie Monaco
Die Écurie Monaco war ein in Fontvieille, Monaco, ansässiges Motorsportteam, das sich 1986 zu zwei Rennen der Internationalen Formel-3000-Meisterschaft meldete, angesichts nicht konkurrenzfähiger Trainingszeiten aber an keinem Rennen teilnahm. Der Rennstall fuhr unter monegassischer Lizenz. Zu dem Team Monaco Motorsport, das sich 1999 in der gleichen Serie engagierte, bestand keine Beziehung.

## Geschichte des Rennstalls
Die Écurie Monaco hat ihre Wurzeln in der 1985 gegründeten, auf Renn- und Sportwagen spezialisierten Werkstatt Monaco Racing Services (später: Monte-Carlo Automobiles). Gründer war der Mailänder Rennfahrer Fulvio Ballabio, der 1983 einige Rennen für Arturo Merzario und AGS in der Formel-2-Europameisterschaft bestritten hatte. Nachdem Ballabio 1984 kein dauerhaftes Cockpit mehr in der Formel 2 erhalten hatte, wandte er sich zunächst dem Aufbau einer eigenen Werkstatt zu. Mit diesem Betrieb wollte Ballabio mittelfristig in den Rennsport zurückkehren; erklärtes Ziel war eine Teilnahme an der Formel 3000. 1986 kam es zu zwei Meldungen; einmal setzte das Team ein Chassis mit der Bezeichnung Monte Carlo 001 ein, ein weiteres Mal meldete es einen älteren March. Nachdem er bei jedem Versuch an der Qualifikationshürde gescheitert war, stellte die Écurie Monaco den Rennbetrieb Ende 1986 ein.
Ballabio bestritt in den folgenden Jahren noch einige CART-Rennen, bis er 1990 seine aktive Karriere beendete und sich um seine Werkstatt kümmerte, die in den 1990er-Jahren einige Sportwagen mit der Bezeichnung Centenaire herstellte.

## Die Einsätze in der Formel 3000

### Der Monte Carlo 001
Ballabio versuchte zunächst, in der Formel-3000-Saison 1986 ein eigenes Chassis an den Start zu bringen. Hierzu griff er auf eine Konstruktion zurück, die der Mailänder Ingenieur Pietro „Dydo“ Monguzzi in den frühen 1980er-Jahren unter dem Namen Dywa 010 entwickelt hatte. Der Dywa 010 war ursprünglich für die Formel 1 vorgesehen gewesen, ein Einsatz in der Saison 1984 kam allerdings in Ermangelung hinreichender Sponsorengelder nicht zustande.
Monguzzi überarbeitete Anfang 1986 seinen Dywa in mehreren Phasen erheblich. Die Aerodynamik wurde modifiziert, es gab neue Seitenkästen, die etwa auf der Höhe des Fahrersitzes begannen und die Hälfte der Flanken umfassten. Zudem trug das Auto eine sehr hohe, stark abfallende Motorabdeckung. Als Triebwerk diente ein Cosworth-Saugmotor mit 3,0 Litern Hubraum.
Das nun als Monte Carlo 001 bezeichnete Auto war in Rot und Weiß – den Nationalfarben Monacos – lackiert und wurde Anfang 1986 im Beisein von Prinz Albert II. von Monaco auf dem Circuit Automobile du Var im provençalischen Le Luc der Öffentlichkeit vorgestellt. Mit dabei war auch der französische Rennfahrer Richard Dallest.
Der Monte Carlo 001 wurde erstmals zur Trofeo Elio de Angelis gemeldet, dem fünften Formel-3000-Rennen der Saison 1986, der auf dem Autodromo Enzo e Dino Ferrari in Imola stattfand. Fahrer war Ballabio selbst. Er fuhr das Auto im Qualifying, brauchte allerdings für eine gezeitete Runde nahezu doppelt so lange wie seine Kollegen und qualifizierte sich nicht zum Rennen. In der Abschlusswertung des Zeittrainings wurde Ballabio als 36. und Letzter geführt. Es war der letzte Versuch, einen Dywa bei einem internationalen Rennen an den Start zu bringen. Nach diesem Misserfolg unterbrach Ballabio zunächst das Rennsportprogramm der Écurie Monaco.

### Zweiter Versuch mit einem March
Beim sechs Wochen später stattfindenden Gran Premio del Mediterraneo im sizilianischen Enna meldete sich die Écurie Monaco erneut. Statt des Monte Carlo 001 schrieb das Team nun einen (gebrauchten) March 85B mit Cosworth-Motor ein; als Fahrer wurde Guido Daccò gemeldet. Daccò qualifizierte sich als 22. und beendete das Rennen als 16.
Nach diesem Rennen beendete die Écurie Monaco ihr aktives Motorsport-Engagement. Der bereits 43 Jahre alte Daccò setzte seine Karriere zunächst in der Formel 3000 beim italienischen Team Corbari Italia fort, bevor er 1987 in die American Racing Series wechselte.